# Las huellas del secretario
Las huellas del secretario es una miniserie argentina de la TV Pública que resultó ganadora del concurso propuesto por el Ministerio de Planificación y el CIN. La ficción se grabó durante octubre de 2012 y se estrenó el 6 de marzo de 2013. Ésta se basa en el supuesto extravío del documento original en el que Mariano Moreno redactó el Plan Revolucionario de Operaciones, al que varias personas tratan de ubicar en la actualidad.
Está protagonizada por Peto Menahem, y Malena Solda, acompañados de los actores Luis Machín, Osmar Núñez, Manuela Pal, Duilio Orso y Giselle Bonaffino que completan el elenco. Además cuenta con la participación especial del primer actor Salo Pasik.

## Trama
En el año 1810, la Primera Junta le encarga a Mariano Moreno la redacción del "Plan Revolucionario de Operaciones", unas normas y objetivos que marcarían las acciones del gobierno durante los primeros años del nuevo país. Un tiempo después sucede algo extrañamente raro, una de las copias que Eduardo Madero tenía en su poder es sospechosamente extraviada por Bartolomé Mitre durante su presidencia. A raíz de esto se presume que la pérdida tiene que ver con que dicho documento contradecía la historia de la Argentina que se comenzaba a crear en esos años. Ante el temor de perder el documento, el secretario Madero decide convertirse en el guardián del texto original, tarea que fue transmitiendo de generación en generación.

## Elenco

### Elenco protagónico
- Peto Menahem - Luis Madero
- Malena Solda - Camila Álvarez
- Luis Machín - Francisco Basualdo
- Osmar Núñez - Alfredo Ugarte
- Manuela Pal - Rita Olivares
- Duilio Orso - Carlos Aguirre
- Giselle Bonaffino - Fernanda Faletti

### Actuación especial
- Salo Pasik - Federico Madero

### Elenco de reparto
- Beatriz Dellacasa - Alicia Castro
- Cecilia Cósero - Laura Docampo
- Ernesto Claudio - Alejandro Filimer
- Horacio Roca - Luis Ignacio Madero
- Daniel Velenzuela - Manuel Faletti
- Walter Jakob - Guido Anzelmi
- Felipe Villanueva - Cristian Nuñez

### Participaciones
- Santos Latoya - Guardia, Cap. 1
- Silvia Trawier - Estela, Cap. 1, 2 y 10
- Ana Fontán - Lucrecia Pérez Delgado, Cap. 1, 9 y 10
- Marcos Montes - Alberto, Cap. 1 y 7
- Florencia Rosemblit - Susana, Cap. 1 y 2
- Héctor Castagnino - Un matón, Cap. 1 y 8
- Pablo Seijo - Norberto Colominas, Cap. 2 y 3
- Marcelo Syger - Sacerdote, Cap. 2
- Carlos Nieto - Taxista, Cap. 2
- Julio Marticorena - Sacerdote, Cap. 2
- Pedro Di Silva - Sacerdote, Cap. 2
- Rafael Spregelburd - Álvaro, Cap. 4, 5 y 6
- Enrique Barris - Historiador, Cap. 4
- Hernan Glatsman - Obrero, Cap. 4 y 5
- Florencia Bergallo - Guía, Cap. 4
- Javier Castro - Soriano, Cap. 5, 10, 11, 12 y 13
- Darío Levy - Fiorentino, Cap. 5 y 10
- Jorge Aníbal Román - Gerardo, Cap. 5, 6, 8, 11, 12 y 13
- Andrés Ciavaglia - Lucas, Cap. 3, 5 , 6, 7, 10 y 11
- Carlos Revikin - Dr. Castelli, Cap. 6
- Mariano Takara - Iroyi, Cap. 6 y 8
- María Laura Santos - Amiga de Camila, Cap. 7
- Gisela Esquivel - Bibliotecaria, Cap. 7
- Fernando Barcalenti - Un matón, Cap. 8
- Mario Petrosini - Historiador, Cap. 8
- Juan Cruz Varela - Martillero, Cap. 9
- Florencia Miller - Azucena Monteagudo, Cap. 9, 10, 11 y 12
- Victoria Roland - Maestra jardinera, Cap. 9 y 12
- Mora Recalde - Fiscal Modoni, Cap. 10, 11, 12 y 13
- Carlos Quirno - Falso custodio, Cap. 10
- María Pilar Safatle - Ani, Cap. 11 y 12
- Rafael Levin - Policía, Cap. 12 y 13
- James Murray - Beresford, Cap. 12 y 13
- Matías Alarcón - Custodio, Cap. 13

## Audiencia
| Miércoles | 6 de marzo de 2013  | Cap. I "El bastón de Don Federico"    | 0.6 | [ 9 ]  |
| Jueves    | 7 de marzo de 2013  | Cap. II "La llave de Luis"            | 0.7 | [ 10 ] |
| Martes    | 12 de marzo de 2013 | Cap. III "Pequeños detalles"          | 0.5 | [ 11 ] |
| Miércoles | 13 de marzo de 2013 | Cap. IV "El acta del 25 de Mayo"      | 0.8 | [ 12 ] |
| Jueves    | 14 de marzo de 2013 | Cap. V "La Primera Junta"             | 0.8 | [ 13 ] |
| Martes    | 19 de marzo de 2013 | Cap. VI "La voz de Castelli"          | 0.7 | [ 14 ] |
| Miércoles | 20 de marzo de 2013 | Cap. VII "Una marcha hacia el Himno"  | 0.9 | [ 15 ] |
| Jueves    | 21 de marzo de 2013 | Cap. VIII "Los monumentos nacionales" | 2.7 | [ 16 ] |
| Lunes     | 25 de marzo de 2013 | Cap. IX "La niña Monteagudo"          | 1.0 | [ 17 ] |
| Martes    | 26 de marzo de 2013 | Cap. X "Un camino sin retorno"        | 1.2 | [ 18 ] |
| Miércoles | 27 de marzo de 2013 | Cap. XI "La bóveda secreta"           | 0.9 | [ 19 ] |
| Jueves    | 28 de marzo de 2013 | Cap. XII "El cuadro del libertador"   | 1.4 | [ 20 ] |
| Lunes     | 1 de abril de 2013  | Cap. XIII "Entrega de diplomas"       | 1.3 | [ 21 ] |

## Crítica
El sitio Television.com.ar, elogió la alta calidad estética de la miniserie, y dijo que a pesar de que la misma tiene herramientas clásicas de un thriller (misterio, un asesinato, un héroe improbable), no alcanza.

## Ficha técnica
- Idea Original: Hugo Castro Fau
- Productor General: Hugo Castro Fau y Carolina Álvarez
- Director: Matías Bertilotti
- Productora Ejecutiva: Carolina Álvarez
- Autores: Matías Bertilotti y Joaquín Bonet
- Director de Fotografía: Pablo Parra
- Directora de Arte: Cristina Nigro
- Música Original: Leandro Drago y Heber Schaff
- Directora de Producción: Dolores Zavalla Yal
- Asistente de Dirección: Eugenio Caracoche
- Vestuario: Elda Ledesma
- Edición: Alejandro Parryson y Alejando Alem
- Productora: Lagarto Cine

## Las huellas del secretario en redes sociales
- Facebook Oficial